# Храстовиця (Мокроног–Требелно)
Храстовиця (словен. Hrastovica) — поселення в общині Мокроног-Требелно, регіон Південно-Східна Словенія, Словенія.